# Avant (PCC)
Avant (Adelante) fue el órgano oficial de expresión del Partido de los Comunistas de Cataluña (PCC). Nació en 1982 con la creación del PCC y desapareció en 2014 con la disolución del partido.

## Antecedentes
El periódico retomó el nombre del periódico del POUM editado en catalán (1935-1936) en Barcelona y que en agosto de 1936 fue sustituido por La Batalla.

## Historia
Desde su fundación en 1982 hasta diciembre de 2003 tuvo una periodicidad semanal. Se editaron también cuadernos especiales de diferentes temáticas como el sindicalismo, vida partidaria, movimiento universitario o lucha feminista. En sus primeros años publicó información y opiniones sobre los pactos de la Moncloa, la monarquía, la Constitución del 78, la entrada en la OTAN, el Mercado Común Europeo y denunció la ocultación de la memoria histórica.
En 2007 después de un periodo de inactividad, volvió a editarse de forma regular, momento en que aparece también su edición digital a través de web y PDF. Su distribución en papel se realizaba a través de las células del Partido Comunista y los quioscos de barrios y pueblos. En 2011 se abandonó definitivamente el papel.
A finales de 2007 se celebró un acto festivo en motivo de la reactivación de la actividad del diario. Para que el periódico se autofinanciara y tuviera presencia pública el Partido de los Comunistas de Cataluña celebraba una fiesta anual: la Festa d'Avant.

## Directores
La dirección del periódico fue asumida por Joan Tafalla (1982-1989), Jordi Miralles, Adelina Escandell, Sandro Maccarrone, Felipe López Aranguren (2006) y Joan Samit. En su última fase el periódico fue dirigido por una comisión de los responsables de Agitación y Propaganda del partido.
Entre sus colaboradores con columna de opinión de la última época estaban: Àngels Martínez Castells, Toni Barbarà, Miquel Àngel Soria, Maribel Nogué i Felip, Salva Torres, etc.